# Jürgen Byl
Jürgen Byl (* 12. März 1920 in Leer; † 19. August 1995 in Aurich) war ein deutscher Gymnasiallehrer und Autor.

## Leben und Wirken
Jürgen Byl war ein Sohn des Goldschmieds Friedrich Byl und dessen Ehefrau Elise, geborene Plöger. Die Vorfahren väterlicherseits arbeiteten als Goldschmiede. Byl verfasste Beiträge über diese Familienmitglieder, die im ersten Band des Biographischen Lexikon für Ostfriesland erschienen. Die Vorfahren mütterlicherseits waren niedersächsisch-lippische Lehrer.
Byl lernte ab 1930 im altsprachlichen Zug des Leerer Gymnasiums. Aufgrund „mangelnden körperlichen Strebens aufgrund des Schülerausleseerlasses“ erhielt er 1938 einen Schulverweis und durfte keine Abiturprüfung ablegen. Danach machte er eine Lehre als Buchhändler, besuchte eine Buchhändlerschule und bestand 1940 in Leipzig die Gehilfenprüfung.
Ab Oktober 1940 diente Byl anfangs als Funker, danach als Dechiffreur in einem Nachrichtenregiment. Von 1941 bis 1945 kämpfte er im Russlandfeldzug. Während dieser Zeit brachte er sich selbst Russisch bei. Als er im Mai 1945 in Tiflis in Kriegsgefangenschaft kam, konnte er daher dolmetschen und überlebte vermutlich aus diesem Grund. Im Januar 1947 kam er als Pazifist und Sozialist aus der Gefangenschaft frei. Er nahm an einem Übergangskurs teil und absolvierte im September 1947 trotz gesundheitlicher Probleme die Abiturprüfung. Von 1947 bis 1952 studierte er an der Universität Hamburg Slawistik, Geschichte, Germanistik und Philosophie. Er beendete das Studium im Juli 1953 mit der Promotion in Slawistik. In seiner Dissertation erstellte er eine Formanalyse der Romane Dostojewskis.
Byl arbeitete danach als Buchhändler, Verlagsleiter, Verlagsmitinhaber und als Redakteur des Bertelsmann-Verlages. Hier beschäftigte er sich mit Ratgebern sowie Sach- und Fachbüchern. In den 1950er und 1960er Jahren engagierte er sich auch politisch. Er war in der Gesamtdeutschen Volkspartei aktiv, nahm an den Ostermärschen teil und trat später in die SPD ein.
1972 wechselte Byl als Lehrer für Deutsch, Geschichte und Russisch an das Gymnasium Ulricianum. Hier erlernte er die plattdeutsche Sprache, die zwar sein Vater, er selbst zuvor aber nicht gesprochen hatte. Er konzentrierte sich auf den Pazifismus und trat in die Mennonitengemeinde ein. Als Resultat dieser Veränderungen arbeitete er umfangreich journalistisch und beschäftigte sich mit wissenschaftlichen und populärwissenschaftlichen Themen. 1984 ging er in den Ruhestand und intensivierte danach seine schreibenden Tätigkeiten.

## Werke
Byl interessierte sich insbesondere für die Historie, Religionsgeschichte, Sprache und Literatur Ostfrieslands. Von 1979 bis 1989 redigierte er die Kulturzeitschrift „Ostfriesland“, für die er eigene Beiträge verfasste. Von 1983 bis 1989 gehörte er der Redaktion der Zeitungsbeilage Tweesprakenland an. Er engagierte sich in den Vorständen des Arbeitskreises ostfriesischer Autorinnen und Autoren und dem Museumsverein Aurich und beteiligte sich in mehreren Arbeitsgruppen der Ostfriesischen Landschaft. Er arbeitete an Sammelwerken über Ostfriesland mit, schrieb viele Aufsätze über Geschichte, Sprache und Literatur, erstellte Rezensionen über Bücher und das Theater und sehr viele journalistische Texte.
1992 gab Byl das „Ostfriesische Wörterbuch“ heraus. In den letzten Jahren seines Schaffens machten ihn die „Sprachplaudereien“ bekannt. In dieser Zeitschriften-Kolumne erörterte er unterhaltsam und belehrend ein zumeist aktuelles Stichwort.